# 玛丽·凯·普莱斯
玛丽·凯·普莱斯（英語：Mary Kay Place，1947年9月23日—），美国女演员。曾获得黄金时段艾美奖喜剧类电视系列剧最佳女配角。

## 出演作品
- 毕业舞会，2020年电影